# Veintisiete de Abril
Veintisiete de Abril es un distrito del cantón de Santa Cruz, en la provincia de Guanacaste, de Costa Rica.

## Ubicación
Sus límites son los distritos de Tamarindo, Santa Cruz, Cuajiniquil, Cartagena y Tempate, y bordeado por el oeste por el Océano Pacífico.

## Geografía
Veintisiete de Abril cuenta con un área de 303 km² y una altitud media de 43 m s. n. m.
Es el distrito más grande del cantón.

### Playas
Cuenta con un área costera que la conforman Playa Lagartillos, Playa Negra, Playa Majagua, Playa Callejones, Playa Blanca, Playa Arbolito y Playa Junquillal.

## Clima
Clima tropical todo el año. La temperatura promedio oscila alrededor de los 32 °C. El clima tiene dos estaciones, la estación seca y la estación húmeda. La estación seca, que dura desde noviembre hasta abril, es seca, caliente y soleada. En esa estación hay muy poca humedad. La estación lluviosa empieza a finales de abril o a principios de mayo y continúa hasta octubre.

## Demografía
Para el año 2022, Veintisiete de Abril cuenta con una población estimada de 9308 habitantes, y para el último censo efectuado, en 2011, Veintisiete de Abril contaba con una población de 7048 habitantes.

## Localidades
- Barrios: Jobos.
- Poblados: Aguacate, Avellana, Barrosa, Brisas, Bruno, Cacaovano, Camones, Cañas Gordas, Ceiba Mocha, Cerro Brujo, Congo, Delicias, Espavelar, Florida, Gongolona, Guachipelín, Guapote, Hatillo, Isla Verde, Junquillal, Junta de Río Verde, Mesas, Montaña, Monteverde, Níspero, Paraíso, Pargos, Paso Hondo, Pilas, Playa Lagartillo, Playa Negra, Pochotes, Ranchos, Retallano (parte), Río Seco, Río Tabaco, San Francisco, San Jerónimo, Soncoyo, Tieso (San Rafael), Trapiche, Venado, Vergel.

## Transporte

### Carreteras
Al distrito lo atraviesan las siguientes rutas nacionales de carretera:
- Ruta nacional 152
- Ruta nacional 160
- Ruta nacional 904
- Ruta nacional 909
- Ruta nacional 928